# Лебеденко, Никита Федотович
Ники́та Федо́тович Лебеде́нко (28 мая 1899 года, Чайковка, Ананьевский уезд, Херсонская губерния — 16 июня 1956 года, Москва) — советский военачальник, генерал-лейтенант (10 апреля 1944 года). Герой Советского Союза (23 сентября 1944 года).

## Начальная биография
Никита Федотович Лебеденко родился 28 мая 1899 года в селе Чайковка, ныне село Краснополь, Врадиевский район, Николаевская область, Украина. Вскоре вместе с семьей переехал в село Новые Кирганы (ныне село Лебеденко, Кагульский район, Молдавия).
Окончил среднюю школу. Летом 1917 года был мобилизован на строительство оборонительных сооружений на Румынском фронте, в ноябре вернулся в родное село.

## Военная служба

### Гражданская война
В декабре 1917 года вступил в красногвардейский отряд. В ходе разрастания Гражданской войны отряд превратился в партизанский и действовал в районе Тирасполя.
В мае 1919 года отряд соединился с Красной Армией, был включен в 2-й кавалерийский полк 45-й стрелковой дивизии, а Лебеденко назначен командиром взвода. В марте 1920 года полк был переименован в 98-й кавалерийский полк 17-й кавалерийской дивизии, где он служил также на должности командира взвода. С апреля 1921 года исполнял должности командира эскадронов 2-го, 54-го и 98-го кавалерийских полков. Принимал участие в боевых действиях на Украинском, Южном и Западном фронтах.
12 ноября 1919 года Лебеденко возглавил контратаку у местечка Святки в Подольской губернии, в результате чего силы противника были разбиты, предотвращён захват артиллерийской батареи, а также взяты в плен 462 человека, за что был награждён орденом Красного Знамени.
Вторым орденом Красного Знамени был награждён 30 мая 1922 года за успешно проведённую 17 ноября 1921 года операцию, во время которой многочисленная банда у села Звиздаль была уничтожена.

### Межвоенное время
После окончания войны Лебеденко служил в том же полку, который в ноябре 1922 года был переименован в 17-й кавалерийский полк (3-я Бессарабская кавалерийская дивизия), там служил на должностях помощника командира эскадрона и помощника начальника полковой школы. В декабре 1923 года направлен на учёбу на повторные курсы при 2-м кавалерийском корпусе, которые окончил в ноябре 1924 года. В 1925 году вступил в ВКП(б), а в августе того же года направлен на учёбу в Киевскую объединённую военную школу краскомов имени С. С. Каменева, после окончания которой в августе 1927 года назначен на должность начальника полковой школы 40-го кавалерийского полка (7-я кавалерийская дивизия, 3-й кавалерийский корпус), а в сентябре 1929 года — на должность командира и комиссара 41-го отдельного кавалерийского эскадрона в составе 3-го кавалерийского корпуса Белорусского военного округа.
В августе 1931 года направлен на учёбу в Военную академию РККА имени М. В. Фрунзе, после окончания которой в октябре 1936 года был назначен на должность командира 108-го кавалерийского полка (Бурято-Монгольская кавалерийская дивизия, Забайкальский военный округ), в ноябре 1937 года — на должность командира 5-й Забайкальской Краснознамённой кавалерийской бригады там же. С августа 1939 года — командир 91-й стрелковой дивизии, формирующейся в Сибирском военном округе. 5 января 1940 года дивизия была преобразована в 91-ю мотострелковую дивизию, во главе её Лебеденко убыл на фронт советско-финской войны, и с конца февраля принимал участие в боевых действиях в составе 34-го стрелкового корпуса. За эту войну награждён своим третьим орденом Красного Знамени.
После войны дивизия опять была переименована в стрелковую дивизию и возвращена в Сибирский ВО, где размещена в городе Ачинск.

### Великая Отечественная война
С началом войны находился на прежней должности. Дивизия под командованием Лебеденко находилась в составе 24-й армии, с ней к 15 июля прибыла на Западный фронт. 21 июля дивизию передали в состав оперативной группы войск генерала С. А. Калинина, в которой она участвовала в  Смоленском сражении. Группа наступала на Духовщину, но уже 26 июля попала в окружение. После прорыва из окружения дивизия включена в состав 19-й армии Западного фронта. 23 сентября генерал-майор Н. Ф. Лебеденко сдал командование дивизией, а с 19 октября принял командование 50-й стрелковой дивизией 19-й армии. В ходе оборонительного этапа битвы за Москву дивизия вела боевые действия в районах городов Звенигород, Верея. В ноябре её передали в 5-ю армию, с которой дивизия в декабре перешла в контрнаступление на Можайск и затем наступала на гжатском направлении. С марта по апрель 1942 года генерал Лебеденко был в госпитале, затем вновь принял командование 50-й стрелковой дивизией. Почти весь 1942 год дивизия действовала в составе 33-й армии Западного фронта, в феврале 1943 года её передали в 1-ю гвардейскую армию и перебросили на Юго-Западный фронт. В составе этой армии дивизия успешно действовала в ходе Изюм-Барвенковской наступательной операции, в битве за Днепр (в том числе в Запорожской наступательной операции), в Кировоградской наступательной операции, в том числе в освобождении городов Запорожье и Кировоград, за что ей присвоены почётные наименования «Запорожская» и «Кировоградская».
В марте 1944 года назначен на должность командира 33-го гвардейского стрелкового корпуса, который в составе 5-й гвардейской армии наступал в ходе Уманско-Ботошанской наступательной операции.
Командир 33-го гвардейского стрелкового корпуса (5-я гвардейская армия, 1-й Украинский фронт) генерал-лейтенант Н. Ф. Лебеденко проявил большое мастерство и личное мужество в Львовско-Сандомирской наступательной операции. Когда войска фронта форсировали Вислу и создали Сандомирский плацдарм, немецкое командование силами 46-го танкового корпуса нанесло с юга мощный контрудар в направлении города Баранув с целью захвата переправ через Вислу и полного окружения ударной группировки советских войск на плацдарме. Им уже почти удалось достичь своей цели, когда переброшенный на угрожаемый участок корпус генерала Лебеденко совместно с другими частями 5-й гвардейской армии после 50-километрового марша вступил в бой. Вместо попыток создать оборону, Лебеденко сам организовал мощный контрудар во фланг наступавшей немецкой группировки, и тем самым спас положение. Немецкий 46-й танковый корпус понёс большие потери и был отброшен на исходный рубеж, угроза войскам на Сандомирском плацдарме полностью ликвидирована. С 4 по 19 августа 1944 года силами корпуса уничтожено до 4000 солдат и офицеров противника, уничтожено 29 танков, 38 артиллерийских орудий и много иного вооружения.
Указом Президиума Верховного Совета СССР от 23 сентября 1944 года за умелое управление войсками корпуса и проявленные при этом мужество и героизм генерал-лейтенанту Никите Федотовичу Лебеденко присвоено звание Героя Советского Союза с вручением ордена Ленина и медали «Золотая Звезда».
Затем корпус вёл боевые действия в ходе Висло-Одерской, Сандомирско-Силезской, Нижнесилезской, Верхнесилезской и Берлинской наступательных операций, а также в освобождении городов Дембица, Стопница, Ченстохов, Радомско, Дрезден и других.

### Послевоенная карьера
Продолжил командовать корпусом в составе Центральной группы войск, одновременно с мая 1945 года был первым советским военным комендантом Дрездена. В октябре 1945 же года назначен военным комендантом Вены. С марта 1948 года находился в распоряжении главнокомандующего Сухопутными войсками СССР, вскоре направлен на учёбу на Высшие академические курсы при Высшей военной академии имени К. Е. Ворошилова, после окончания которых в апреле 1949 года назначен на должность командира 9-го гвардейского стрелкового корпуса в Белорусском военном округе. В октябре 1951 года из-за тяжелой болезни находился в госпитале.
Генерал-лейтенант Н. Ф. Лебеденко в мае 1952 года был уволен в запас. Умер 16 июня 1956 года в Москве. Похоронен на Введенском кладбище (участок 20).

## Воинские звания
- Капитан (30.12.1935);
- Майор;
- Полковник;
- Комбриг (25.04.1940);
- Генерал-майор (04.06.1940);
- Генерал-лейтенант (10.04.1944).

## Награды
- Медаль «Золотая Звезда» Героя Советского Союза (23.09.1944);
- Два ордена Ленина (23.09.1944, 21.02.1945);
- Шесть орденов Красного Знамени (31.10.1920, 14.10.1921, 11.04.1940, 30.01.1943, 3.11.1944, 20.06.1949);
- Орден Богдана Хмельницкого 1-й степени (29.05.1945);
- Два ордена Суворова 2-й степени (17.09.1943, 19.01.1944);
- Медаль «За оборону Москвы»;
- Медаль «За освобождение Праги»;
- Другие медали СССР;[5]
- Иностранные награды:
  - Орден «Легион почёта» степени командора (США);
  - Чехословацкий Военный крест 1939—1945 (Чехословакия);
  - Орден Virtuti Militari 3-й степени (Польша);
  - Орден «Крест Грюнвальда» 2-й степени (Польша);
  - Медаль «За Одру, Нису и Балтику» (Польша).

## Память
- Село, в котором жил генерал-лейтенант Н. Ф. Лебеденко, сейчас носит имя Героя.
- В этом же селе также установлена мемориальная доска.
- В честь Н. Ф. Лебеденко названы улицы в городе Ачинск (Красноярский край) и в посёлке Тучково (Рузский район, Московская область).